# 존 호븐
존 헨리 호븐 3세(영어: John Henry Hoeven III, 1957년 3월 13일 ~ )는 미국 노스다코타주 출신의 정치인이다. 공화당 소속으로서 2000년부터 2010년도까지 제31대 노스다코타 주지사를 지냈다. 2010년 선거에서 노스다코타주 상원의원으로 당선되었다.
1993년부터 2000년까지 미국 유일의 주 소유 노스다코타 은행의 총재 자리에 있었다.

## 역대 선거 결과
| 선거명      | 직책명                      | 대수  | 정당   | 득표율 | 득표수    | 결과 | 당락                       |
| ----------- | --------------------------- | ----- | ------ | ------ | --------- | ---- | -------------------------- |
| 2000년 선거 | 노스다코타 주지사           | 31대  | 공화당 | 55.03% | 159,255표 | 1위  | 노스다코타 주지사 당선     |
| 2004년 선거 | 노스다코타 주지사           | 31대  | 공화당 | 71.26% | 220,803표 | 1위  | 노스다코타 주지사 당선     |
| 2008년 선거 | 노스다코타 주지사           | 31대  | 공화당 | 74.44% | 235,009표 | 1위  | 노스다코타 주지사 당선     |
| 2010년 선거 | 상원의원 (노스다코타 제3부) | 112대 | 공화당 | 76.08% | 181,689표 | 1위  | 노스다코타주 상원의원 당선 |
| 2016년 선거 | 상원의원 (노스다코타 제3부) | 115대 | 공화당 | 78.47% | 267,964표 | 1위  | 노스다코타주 상원의원 당선 |
| 2022년 선거 | 상원의원 (노스다코타 제3부) | 118대 | 공화당 | 56.42% | 135,474표 | 1위  | 노스다코타주 상원의원 당선 |